# Albert Jay Nock
 (mai 2019).
Si vous disposez d'ouvrages ou d'articles de référence ou si vous connaissez des sites web de qualité traitant du thème abordé ici, merci de compléter l'article en donnant les références utiles à sa vérifiabilité et en les liant à la section « Notes et références ».
Albert Jay Nock (13 octobre 1870 – 19 août 1945) est un auteur libertarien et journaliste américain, également théoricien de l'éducation et critique social. Son œuvre, qui représente une critique radicale de l'État, a exercé une influence importante sur le mouvement libertarien et paléo-conservateur aux États-Unis. Nock faisait partie de la Old Right américaine (en) (littéralement « Ancienne droite »), un groupe d'intellectuels de sensibilité conservatrice et libertarienne, vigoureusement opposés au New Deal et à l'interventionnisme militaire.

## Biographie
Nock est né à Scranton en Pennsylvanie grandit à Brooklyn. Son père travaillait dans la métallurgie et était aussi pasteur. Nock suivit la vocation de son père et devint pasteur en 1897. Il se maria à Agnes Grumbine en 1900. Le couple eut deux enfants mais ils se séparèrent après quelques années. En 1909 Nock quitta ses fonctions religieuses pour devenir journaliste. 
Il collabora d'abord à The Nation, un magazine qui défendait le capitalisme et le libéralisme classique. Puis, de 1920 à 1924, il fut coéditeur de The Freeman, un magazine de tendance libertarienne. Lorsque The Freeman, en mauvaise santé financière, cessa de paraitre en 1924, Nock devint journaliste indépendant. C'est à cette époque qu'il se lia d'amitié avec le célèbre satiriste américain Henry Louis Mencken. 
Au milieu des années 1920 un petit groupe d'admirateurs de Nock financèrent ses travaux, ce qui lui permit de publier son premier livre : Mr Jefferson, une biographie de Thomas Jefferson qui s'attache à montrer la facette libérale du troisième président américain. Il publia par ailleurs plusieurs ouvrages à caractère historique et éducatif. 
Par la suite, Nock publia divers ouvrages dans lesquels ses positions anarchisantes apparaissent clairement, le plus célèbre étant Our Enemy, the State, publié en 1935.
Gagné par le pessimisme devant la croissance de l'État aux États-Unis depuis le New Deal de Franklin Roosevelt, il adopta par la suite une posture élitiste et refusa tout activisme politique, voué selon lui à l'échec, de même il s'opposa à toute révolution violente. Il devint convaincu que seule une minorité d'individus comprenait le danger que représentait l'État pour la liberté et la civilisation, et destinait ses ouvrages à ces seuls individus, qu'il appelait les Remnant (« Ceux qui restent »). Il était aussi fermenment opposé aux deux guerres mondiales.
Nock publia une autre œuvre majeure peu avant sa mort. Il s'agit de son autobiographie, Memoirs of a Superfluous Man, publiée en 1943. Le titre de l'ouvrage (« Mémoires d'un homme superflu »), est révélateur de l'état d'esprit de Nock, qui se faisait plus d'illusion quant à l'influence des idées libérales dans un futur proche.
Il mourut d'une leucémie en 1945.

## Ouvrages
- The Myth of a Guilty Nation New York: B.W.Huebsch, 1922
- The Freeman Book B.W.Huebsch, 1924
- Jefferson Harcourt, Brace and Company, 1926
- On Doing the Right Thing, and Other Essays, Harper and Brothers, 1928
- Francis Rabelais: The Man and His Work, Harper and Brothers, 1929
- The Book of Journeyman: Essays from the new Freeman, New Freeman, 1930
- The Theory of Education in the United States Harcourt, Brace and Company, 1932
- A Journey Into Rabelais's France, William Morrow & Company, 1934
- A Journal of These Days: June 1932-December 1933, William Morrow & Company, 1934
- Our Enemy, the State [(en) lire en ligne], William Morrow & Company, 1935
- Free Speech and Plain Language, William Morrow & Company, 1937
- Henry George: An Essay, William Morrow & Company, 1939
- Memoirs of a Superfluous Man, Harper and Brothers, 1943

Publications posthumes
- A Journal of Forgotten Days: May 1934-October 1935, Henry Regnery Company, 1948
- Letters from Albert Jay Nock, 1924-1945, to Edmund C. Evans, Mrs. Edmund C. Evans, and Ellen Winsor, The Caxton Printers, 1949
- Snoring as a Fine Art and Twelve Other Essays, Richard R. Smith, 1958
- Selected Letters of Albert Jay Nock, The Caxton Printers, 1962
- Cogitations from Albert Jay Nock The Nockian Society, 1970, revised edition, 1985
- The State of the Union: Essays in Social Criticism, Liberty Press, 1991
- The Disadvantages of Being Educated and Other Essays, Hallberg Publishing Corporation, 1996